# Província de Bayburt
La província de Bayburt és una de les 81 províncies en què està dividit el territori turc. Està situada a la part nord-oriental de Turquia. La capital és la ciutat de Bayburt.

## Districtes
La província de Bayburt es divideix en 3 districtes (el districte de la capital apareix en negreta):
- Aydıntepe
- Bayburt
- Demirözü

## Ciutats i pobles
- Bayburt 32.141 hab.
- Aydıntepe2.663 hab.
- Gökçedere Town 2.389 hab.
- Demirözü 2.137 hab.
- Arpalı 1.934 hab.
- Konursu 1.569 hab.